# Nathalie Baye

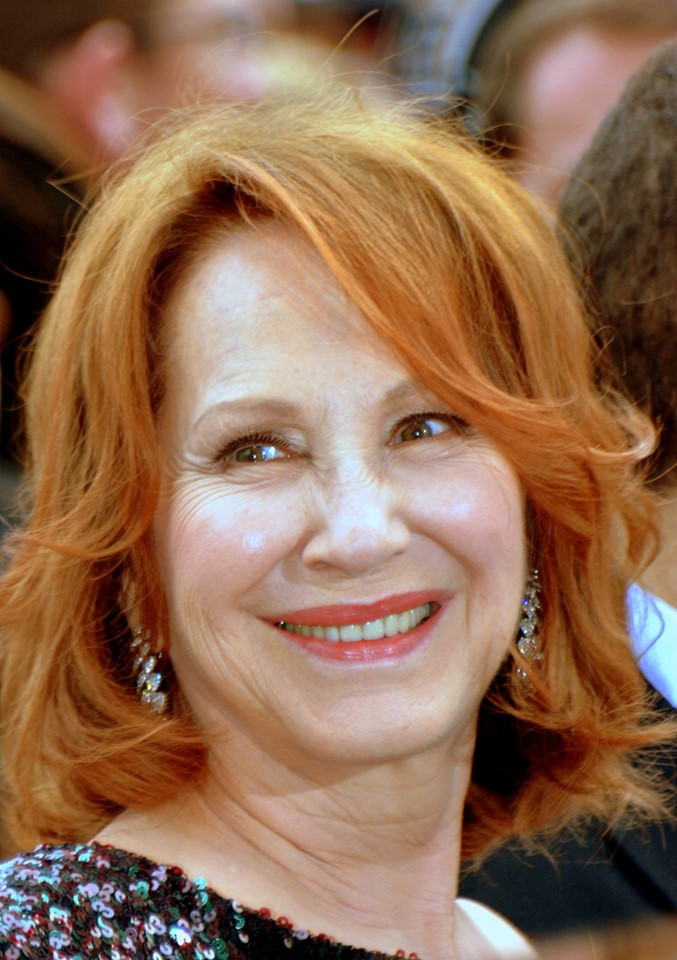
Nathalie Baye (2019)

Nathalie Marie Andrée Baye [baj] (* 6. Juli 1948 in Mainneville, Haute-Normandie) ist eine französische Schauspielerin.

## Leben
Nathalie Baye wuchs als Tochter eines Malerpaars in unkonventionellen Verhältnissen auf. Sie war Legasthenikerin, brach mit vierzehn Jahren die Schule ab und nahm in Monaco Ballettunterricht. Drei Jahre später ging sie in die USA, um ihren Horizont zu erweitern. Nach ihrer Rückkehr besuchte sie neben neuerlichem Tanzunterricht den Cours Simon, den sie 1972 abschloss. Bereits 1973 wurde sie mit der Nebenrolle des Scriptgirls Joëlle in dem Film Die amerikanische Nacht von François Truffaut bekannt. Es folgten weitere Nebenrollen, unter anderem ein Kurzauftritt in Truffauts Der Mann, der die Frauen liebte. Ihre erste große Hauptrolle spielte sie als Partnerin von Truffaut in dessen Filmdrama Das grüne Zimmer (1978). Seit Anfang der 1980er Jahre gilt sie durch Darbietungen wie in Claude Gorettas Die Verweigerung (1981) und Robin Davis’ Verheiratet mit einem Toten (1983) als eine der führenden Schauspielerinnen Frankreichs. 
Nathalie Baye wurde viermal mit dem César ausgezeichnet: als Beste Nebendarstellerin 1981 für Rette sich, wer kann (das Leben) und 1982 für Eine merkwürdige Karriere sowie als Beste Hauptdarstellerin 1983 für La Balance – Der Verrat und 2006 für Eine fatale Entscheidung. Bei den Filmfestspielen von Venedig erhielt sie 1999 die Auszeichnung als Beste Darstellerin für ihre Rolle in Eine pornografische Beziehung. Weitere Filmerfolge hatte sie unter anderem mit Ferien für eine Woche (1980) und Schöne Venus (1999).
Nathalie Baye hat eine Tochter, Laura Smet, die wie ihre Mutter Schauspielerin wurde. Smet stammt aus Bayes Beziehung mit Johnny Hallyday, mit dem Baye unter der Regie von Jean-Luc Godard den Film Détective (1984) drehte.

## Filmografie (Auswahl)
- 1972: Zwei Menschen unterwegs (Two People)
- 1973: Die amerikanische Nacht (La nuit américaine)
- 1974: Die Qual vor dem Ende (La gueule ouverte)
- 1974: Die Ohrfeige (La gifle)
- 1976: Die letzte Frau (L'ultima donna)
- 1976: Mado
- 1977: Familienfest (La communion solennelle)
- 1977: Der Mann, der die Frauen liebte (L’homme qui aimait les femmes)
- 1977: Monsieur Papa
- 1978: Das grüne Zimmer (La chambre verte)
- 1978: Meine erste Liebe (Mon premier amour)
- 1979: La mémoire courte
- 1980: Ferien für eine Woche (Une semaine de vacances)
- 1980: Rette sich, wer kann (das Leben) (Sauve qui peut (la vie))
- 1980: Die Verweigerung (La provinciale)
- 1981: Ausgerechnet ihr Stiefvater (Beau-père)
- 1981: Geheimaktion Marseille (L’ombre rouge)
- 1981: Eine merkwürdige Karriere (Une étrange affaire)
- 1982: Die Wiederkehr des Martin Guerre (Le retour de Martin Guerre)
- 1982: La Balance – Der Verrat (La balance)
- 1983: Verheiratet mit einem Toten (J’ai épousé une ombre)
- 1984: Geschichte eines Lächelns (Notre histoire)
- 1984: Die Enthüllung (Rive droite, rive gauche)
- 1985: Détective
- 1985: Beethoven (Le neveu de Beethoven)
- 1985: Honeymoon (Lune de miel)
- 1987: Brennender Sommer (De guerre lasse)
- 1988: Mord-Skizzen (En toute innonce)
- 1989: Spiel mit dem Tod (Gioco al massacro)
- 1989: Ein Sommer an der See (La baule – Les pins)
- 1989: The Man Inside – Tödliche Nachrichten (The Man Inside)
- 1990: Weekend für zwei (Un week-end sur deux)
- 1991: Bittere Wahrheit (Mensonge)
- 1993: … und das Leben geht weiter (And the Band Played On) (TV-Film)
- 1994: Die Maschine (La machine)
- 1996: Kinder des Scheusals (Enfants de salaud)
- 1997: Food of Love
- 1998: Paparazzi – Fotos um jeden Preis (Paparazzi)
- 1999: Schöne Venus (Vénus Beauté (Institut))
- 1999: Eine pornografische Beziehung (Une liaison pornographique)
- 2000: Die Frau des Chefs (Selon Matthieu)
- 2001: Barnie et ses petites contrariétés
- 2001: Absolument fabuleux
- 2002: Catch Me If You Can
- 2002: Ein langer Weg in die Freiheit (L’enfant des lumières) (TV-Zweiteiler)
- 2003: Die Blume des Bösen (La fleur du mal)
- 2003: Gefühlsverwirrungen (Les sentiments)
- 2003: France boutique
- 2004: Une vie à t’attendre
- 2005: Eine fatale Entscheidung (Le petit lieutenant)
- 2006: La californie
- 2006: Mon fils à moi
- 2006: Kein Sterbenswort (Ne le dis à personne)
- 2007: Michou d’Auber
- 2007: Le prix à payer
- 2008: Das Büro Gottes (Les bureaux de Dieu)
- 2008: Cliente
- 2009: Visage
- 2010: Ensemble, c’est trop
- 2010: Bezaubernde Lügen (De vrais mensonges)
- 2010: Small World (Je n’ai rien oublié)
- 2012: Laurence Anyways
- 2012: Spin – Paris im Schatten der Macht (Les hommes de l’ombre) (TV-Serie, sechs Folgen)
- 2013: Diven im Ring (Les reines du ring)
- 2014: Lou! (Lou! Journal infime)
- 2014: L’affaire SK1
- 2015: La volante
- 2015, 2020: Call My Agent! (Dix pour cent) (TV-Serie, zwei Folgen)
- 2016: Einfach das Ende der Welt (Juste la fin du monde)
- 2016: Die Jägerin (Moka)
- 2017: Alibi.com
- 2017: Die Wächterinnen (Les gardiennes)
- 2018: Nox (TV-Miniserie)
- 2019: Criminal: Frankreich (Criminal: France) (TV-Serie, eine Folge)
- 2020: Die Rolle meines Lebens (Garçon chiffon)
- 2021: Haute Couture – Die Schönheit der Geste (Haute Couture)
- 2022: Downton Abbey II: Eine neue Ära (Downton Abbey: A New Era)

## Auszeichnungen (Auswahl)
César

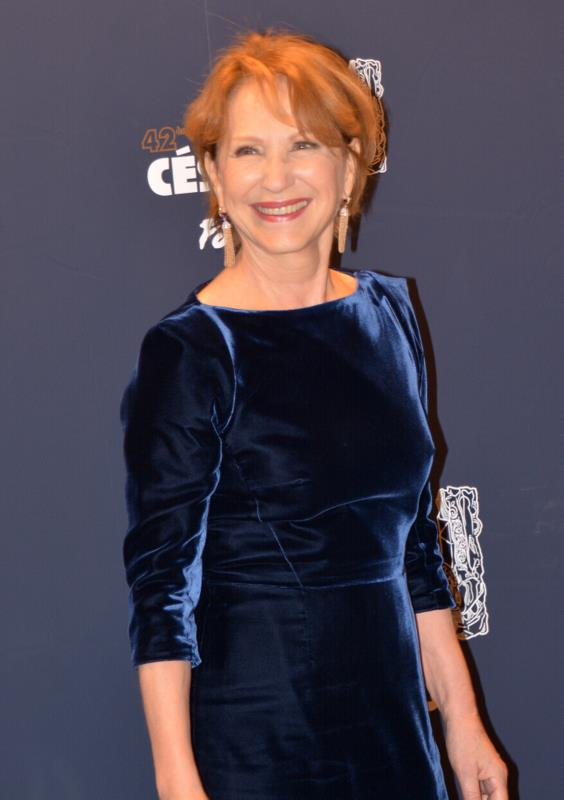
Baye bei der César-Verleihung 2017

- 1981: Beste Nebendarstellerin für Rette sich, wer kann (das Leben)
- 1981: Nominierung in der Kategorie Beste Hauptdarstellerin für Ferien für eine Woche
- 1982: Beste Nebendarstellerin für Eine merkwürdige Karriere
- 1983: Beste Hauptdarstellerin für La Balance – Der Verrat
- 1984: Nominierung in der Kategorie Beste Hauptdarstellerin für Verheiratet mit einem Toten
- 1991: Nominierung in der Kategorie Beste Hauptdarstellerin für Weekend für zwei
- 2000: Nominierung in der Kategorie Beste Hauptdarstellerin für Schöne Venus
- 2004: Nominierung in der Kategorie Beste Hauptdarstellerin für Gefühlsverwirrungen
- 2006: Beste Hauptdarstellerin für Eine fatale Entscheidung
- 2017: Nominierung in der Kategorie Beste Nebendarstellerin für Einfach das Ende der Welt

Étoile d’Or
- 2006: Beste Hauptdarstellerin für Eine fatale Entscheidung

Europäischer Filmpreis
- 1999: Nominierung in der Kategorie Beste Darstellerin für Eine pornografische Beziehung
- 2006: Nominierung in der Kategorie Beste Darstellerin für Eine fatale Entscheidung

Festival Internacional de Cine de San Sebastián
- 2006: Silberne Muschel in der Kategorie Beste Darstellerin für Mon fils à moi

Globe de Cristal
- 2006: Beste Darstellerin für Eine fatale Entscheidung
- 2009: Nominierung in der Kategorie Beste Darstellerin für Cliente

Internationale Filmfestspiele von Venedig
- 1999: Beste Darstellerin für Eine pornografische Beziehung

Magritte
- 2012: Ehrenpreis

Montreal World Film Festival
- 2012: Grand Prix Special des Amériques

Prix Jutra
- 2013: Nominierung in der Kategorie Beste Nebendarstellerin für Laurence Anyways

Seattle International Film Festival
- 2000: Beste Darstellerin für Eine pornografische Beziehung und Schöne Venus

Weitere
- 2009: Chevalier de la Légion d’honneur (Ritterkreuz der Ehrenlegion)[2]
- 2018: Officier de la Légion d’honneur (Offizierskreuz der Ehrenlegion)[3]